# 富山県道204号小杉本江線
富山県道204号小杉本江線（とやまけんどう204ごう こすぎほんごうせん）は富山県射水市内を通る一般県道である。

## 概要

### 路線データ
- 起点：富山県射水市戸破茶屋町（富山県道232号堀岡小杉線交点）
- 終点：富山県射水市本江足洗（国道415号交点）
- 延長：9,093m

## 沿革
- 1960年（昭和35年）4月23日 - 認定[1]

## 通過する自治体
- 富山県射水市

## 接続する道路
- 富山県道232号堀岡小杉線（起点：射水市戸破茶屋町）
- 富山県道349号白石西高木戸破線（射水市戸破西楠町）
- 富山県道231号松木鷲塚線（鷲塚口交差点）
- 富山県道62号富山小杉線（射水市鷲塚 - 小白石交差点で重複）
- 国道8号（富山高岡バイパス）（小白石交差点）
- 富山県道349号白石西高木戸破線（射水市小杉白石）
- 富山県道322号八町大門線（射水市加茂中部地内で重複）
- 富山県道41号新湊平岡線（加茂交差点）
- 富山県道205号練合宮尾線（射水市本江地内で重複）
- 国道415号（終点：足洗交差点）

## 周辺
- あいの風とやま鉄道線 小杉駅
- 富山県警察 射水警察署
- 富山県高岡厚生センター 射水支所
- 射水市役所 下庁舎
- 富山福祉短期大学
- 射水市立小杉中学校
- 射水市立小杉小学校
- 射水市立下村小学校
- 小杉郵便局
- 下村郵便局
- 手崎簡易郵便局
- 本江簡易郵便局
- 産業編集センター
- 丸栄製作所 小杉工場
- 東洋ガスメーター 本社
- アル・プラザ小杉（ショッピングセンター）
- 水郷の里

## その他
- 路線名の「小杉」は、起点付近の旧自治体名（富山県射水郡小杉町）に由来する。